# Municipio de Worthington (Ohio)
El municipio de Worthington (en inglés, Worthington Township) es un municipio del condado de Richland, Ohio, Estados Unidos. Tiene una población estimada, a mediados de 2021, de 2995 habitantes.

## Geografía
Está ubicado en las coordenadas 40°35′26″N 82°24′2″O / 40.59056, -82.40056 (40.590518, -82.400625). Según la Oficina del Censo de los Estados Unidos, tiene una superficie total de 93.8 km², de la cual 92.9 km² corresponden a tierra firme y 0.9 km² están cubiertos de agua.

## Demografía
Según el censo de 2020, en ese momento había 2988 personas residiendo en la zona. La densidad de población era de 32.2 hab./km². El 94.91% de los habitantes eran blancos, el 0.44% eran afroamericanos, el 0.17% eran amerindios, el 0.33% eran asiáticos, el 0.03% era isleño del Pacífico, el 0.47% eran de otras razas y el 3.65% eran de una mezcla de razas. Del total de la población, el 1.00% eran hispanos o latinos de cualquier raza.